# Sälsten, Korpo
Sälsten är en klippa i Finland.   Den ligger i kommunen Pargas i landskapet Egentliga Finland, i den sydvästra delen av landet, 180 km väster om huvudstaden Helsingfors.
Terrängen runt Sälsten är mycket platt.  Närmaste större samhälle är Korpo, 15,0 km norr om Sälsten. 